# NTTデータフィナンシャルテクノロジー
株式会社NTTデータ フィナンシャルテクノロジー（英: NTT DATA FINANCIAL TECHNOLOGY CORPORATION.）は、東京都港区に本社を置く、NTTデータグループの金融系システムインテグレーター。

## 概要
NTTデータグループの金融中核会社であり、金融系システム開発を行う。中央銀行・政府系金融機関をはじめとした資金決済システム、証券・クレジット・保険業界のシステム開発を得意とする。

## 沿革

### NTTデータシステム技術株式会社
- 1985年（昭和60年） - NTTシステム技術株式会社設立（※日本電信電話株式会社〈現・NTT株式会社〉100％出資）
- 1988年（昭和63年） - NTTデータ株式会社設立（※出資比率の変更により筆頭株主がNTTデータ通信（株）へ）
- 2002年（平成14年） - NTTデータシステム技術に社名変更
- 2009年（平成21年） - NTTデータファイナンス・ソリューション株式会社と合併

### 株式会社NTTデータ・フィナンシャルコア
- 1998年（平成10年） - NTTデータネッツ設立
- 2000年（平成12年） - NTTデータフィット設立
- 2009年（平成21年） - NTTデータネッツとNTTデータフィットの2社を統合し、NTTデータ・フィナンシャルコア設立

### 株式会社NTTデータ フィナンシャルテクノロジー
- 2022年（令和4年）2月28日 - 親会社のNTTデータによってNTTデータシステム技術とNTTデータ・フィナンシャルコアの統合が発表（存続会社：NTTデータシステム技術）[1][2]
- 2022年（令和4年）4月1日 - 株式会社NTTデータフィナンシャルテクノロジー設立